# For Those Who Have Heart
For Those Who Have Heart ist der Titel des zweiten Studioalbums der US-amerikanischen Rockband A Day to Remember, welches am 22. Januar 2007 über Victory Records veröffentlicht wurde.
Es beinhaltet zwölf Lieder bei einer Spielzeit von 42 Minuten und ebenso viele Sekunden. Es ist das erste Album der Gruppe bei Victory, nachdem ihr Debütalbum And Their Name Was Treason noch bei Indianola herausgegeben wurde.
Produziert wurde das Album von den Musikern der Band in Zusammenarbeit mit Eric Arena in den Zing Studios in Westfield, Massachusetts. Das Album erfuhr im Februar des Folgejahres eine Neuauflage mit vier weiteren Liedern und einer zusätzlichen DVD.

## Hintergrund und Produktionsgeschichte

### Vorgeschichte
Nach der Veröffentlichung ihres Debütalbums And Their Name Was Treason im Jahr 2005 gingen die Musiker im Sommer des Jahres 2005 auf Amerikatournee. Die Band verließ ihr bisheriges Label Indianola etwas später. Rhythmusgitarrist Neil Westfall erklärte diesen Schritt der Musiker rückwirkend in einem Interview damit, dass dem Label zu diesem Zeitpunkt nicht die finanziellen Mittel zur Verfügung standen, um eine wachsende Band zu unterstützen. Aus diesem Grund habe die Band jemanden gesucht, der Willens war in die Gruppe zu investieren, Musikvideos zu produzieren, die Aufnahmekosten für weitere Alben, die Arbeit mit Produzenten und die Studiokosten zu finanzieren.
Auch gab der bisherige Schlagzeuger Bobby Scruggs seinen Ausstieg aus der Band bekannt, sodass die Musiker Ende Januar 2006 die Suche nach einem neuen Bandmitglied öffentlich machten, damit die Gruppe im Februar erneut auf Tournee gehen konnte. Drei Tage vor geplantem Tourbeginn wurde Alex Shelnutt schließlich als neuer Schlagzeuger in die Gruppe integriert. Auf die Frage, wie es dazu kam, dass Shelnutt sich um den Posten in der Band bewarb, antwortete dieser „fragen Sie meine Mutter“, da er zu diesem Zeitpunkt erst 15 Jahre alt war. Westfall sagte über den Einstieg Shelnutts, dass dieser etwas der Band gegeben habe, was zuvor fehlte.

### Unterschrift bei Victory und Aufnahmeprozess
Bassist Joshua Woodard befand sich in Kontakt einem Repräsentanten des Musiklabels Victory Records. Im Juni des Jahres 2006 wurde die Gruppe im Juni 2006 zu einem Vorspielen eingeladen und nach mehreren Telefonaten zwischen den Musikern und den Labelvertretern schließlich das Interesse bekundet, die Band unter Vertrag zu nehmen. Im Juli gleichen Jahres wurden erste Spekulationen publik, in der es hieß, dass die Musiker bei Victory Records gelandet seien. Im August veröffentlichte das Label schließlich ein eigenes Statement in der sie die Vertragsunterschrift mit A Day to Remember bestätigten.
Die Musiker begannen mit den Demoaufnahmen, welche unter Produzent Matt Finch in den 318 Studios entstanden. Die Voraufnahmen des Albums wurden in den Wade Studios mit Andrew Wade in Ocala, Florida vorgenommen, ehe die eigentlichen Aufnahmen im Oktober unter Produzent Eric Arena in den Zing Studios in Westfield, Massachusetts begannen. Arena übernahm zudem das Mixing der Lieder, während das abschließende Mastering von Alan Douches im West West Side Music Studio in New Windsor umgesetzt wurde.
In einem Videointerview mit dem Thrashmagazine, welches auf deren YouTube-Kanal veröffentlicht wurde, erklärte Sänger Jeremy McKinnon, dass die Thematik des Album insgesamt sei, für sich selbst einzustehen und nicht nachzugeben, wenn andere versuchen dich niederzumachen. Dies sei in den Musikern in der Vergangenheit oft passiert.

## Mitwirkende
Die beteiligten Musiker und Produzenten, die an der Entstehung des Albums und der DVD involviert waren, wurden aus den Linernotes der Neuauflage des Albums entnommen:
| Musiker - Jeremy McKinnon – Gesang - Tom Denney – Leadgitarre - Neil Westfall – Rhythmusgitarre - Joshua Woodard – E-Bass - Alex Shelnutt – Schlagzeug | Albumproduktion - Eric Arena – Produzent, Aufnahme, Mixing - A Day to Remember – Produzent - Alan Douches – Mastering - Chris Fortin – Assistant Engineering - Joey Mahoney – Assistant Engineering - Andrew Wade – Aufnahme (13–16), Vorproduktion - Mike Cortda – Illustrationen - Jeremy Saffer – Fotografie - Kyle Looney – Band/Live-Fotografie - Gage Young – Band/Live-Fotografie - Doublej – Layout - Matt Finch – Demoaufnahmen | DVD-Produktion - Dan Dobi – Regie, Kameraoperateur Cam - Marc Lynch – Kamerakrahnoperateur - Terry Rabinowitz – Produktionsassistenz - Matt Conrad – Produktionsassistenz - Zach Lyons – Produktionsassistenz - Andrew Wade – Aufnahme - Drew Russ – Behind the Scenes (Footage) - Andrew House – Design (DVD-Menü) - Doublej – Design (DVD-Menü) - Sean Sutton – Autor (DVD) |

## Veröffentlichungshistorie

### Erstauflage
Vor der Albumveröffentlichung wurden mit The Plot to Bomb the Panhandle, Fast Forward to 2012, The Danger in Starting a Fire, A Shot in the Dark und Show ’Em the Ropes vorab mehrere Lieder auf der offiziellen MySpace-Seite der Band zum Streaming bereitgestellt. Am 30. November 2006 wurde das Cover des Albums enthüllt. Am 4. Januar 2007 wurde ein Werbespot zur Bewerbung des Albums geschaltet. Die Vorbestellungsphase wurde am zwölf Tage später eingeläutet. Das Album erschien in den Vereinigten Staaten am 22. Januar 2007 A und im Vereinigten Königreich eine Woche später. Im März erschien ein Musikvideo zu The Plot to Bomb the Panhandle, in welchem der ehemalige Pornofilmdarsteller Ron Jeremy zu sehen ist. Das Musikvideo wurde unter der Regie von Dan Dobi in Los Angeles gedreht. Auf die Frage, wie es zu der Zusammenarbeit mit Jeremy kam, antwortete Sänger Jeremy McKinnon, dass dies im Rahmen interner Besprechungen entschieden wurde. Der Name wurde dabei eher zufällig in den Ring geworfen. Da die Musiker dies als cool empfanden und die Zuschauer diese ungewöhnliche Zusammenarbeit positiv aufnehmen würden, wurde Jeremy kontaktiert und angefragt.
Wenige Tage nach der Veröffentlichung des Musikvideos war die Gruppe Gast auf dem Labelshowcase im Rahmen des SXSW in Austin, Texas. Im Mai tourten A Day to Remember gemeinsam mit Drop Dead, Gorgeous und Alesana. Dem folgte eine Konzertreise als Vorgruppe von The Sleeping im Juli und August, ehe die Gruppe das Konzertjahr mit Teilnahmen an einer Tournee mit der kanadischen Band Silverstein sowie an der Victory Tour abschloss. Am 5. Dezember 2007 erschien zudem ein Live-Video zum Lied Monument exklusiv auf Punkrockvids. Zwischenzeitlich wurde bekannt, dass das Album 20.000 Einheiten verkaufen konnte.

### Neuauflage
Anfang Februar des Jahres 2008 wurde eine neu eingespielte Version des Liedes You Should’ve Killed Me When You Had the Chance, welches auf dem Debütalbum And Their Name Was Treason im Jahr 2005 erstveröffentlicht wurde, auf der offiziellen MySpace-Seite der Gruppe als Stream zur Verfügung gestellt. Wenige Wochen später, am 19. Februar, wurde For Those Who Have Heart in einer erweiterten Fassung mit einer neuen Aufmachung, vier Bonusliedern – davon zwei Neuaufnahmen älterer Stücke, ein Coverlied sowie ein brandneues Lied – und einer zusätzlichen DVD neu aufgelegt. B Die neu aufgenommenen Bonuslieder wurden von Andrew Wade in dessen Wade Studios aufgezeichnet und produziert. Die DVD enthält neben einem Konzert-Mitschnitt von ihrem Konzert in Ocala außerdem zwei Musikvideos und eine 20-minütige Dokumentation zur Entstehung der Neuauflage des Albums. Die Neuaufnahme von For Those Who Have Heart wurde veröffentlicht, nachdem ihr Label Victory Records die Musiker anfragte, ob diese bereit seien, ein neues Album zu produzieren. In der Dokumentation auf der DVD erklärte Westfall, dass die Band zum Zeitpunkt der Anfrage ihres Labels noch nicht bereit für ein neues Album gewesen seien und stattdessen ein altes Album mit neuem Cover und Zusatzmaterial veröffentlichen wollten.
Das Konzert, welches für die DVD aufgezeichnet wurde, fand im Capitol in Ocala statt. Regie führte Dan Dobi. Beworben wurde die Neuauflage des Albums im Rahmen einer US-Tournee als Vorgruppe für The Devil Wears Prada, Protest the Hero und Four Letter Lie, die zwischen Februar und März 2008 stattfand. Im April folgte ein Auftritt auf dem Bamboozle Left, ehe die Musiker im Juni und Juli auf der Warped Tour zu sehen waren. Im September und Oktober folgte eine Konzertreise mit New Found Glory, Crime in Stereo und Four Year Strong.

### Weitere Nutzung und Veröffentlichungen
Das Lied The Plot to Bomb the Panhandle ist auf dem Victory-Records-Labelsampler des Jahres 2009 enthalten. Außerdem war das Stück als DLC für das Videospiel Rock Band 3 erhältlich.
Das Album wurde in den Jahren 2010, 2011 und 2013 auf Schallplatte veröffentlicht. Bei der Auflage im Jahr 2013 erschien das Album in drei unterschiedlichen Varianten: In Solid Black C, Solid Red D und Clear/Black Smoke. E Im Oktober 2023 wurde das Album zur Feier des 20-jährigen Bestehens der Gruppe abermals neu aufgelegt, wobei das Mixing von Killswitch-Engage-Gitarrist Adam Dutkiewicz übernommen wurde.

## Titelliste
Die Musik und Liedtexte wurden von der Band komponiert und geschrieben.
| Nr.          | Titel                                    | Länge |
| ------------ | ---------------------------------------- | ----- |
| 1.           | Fast Forward to 2012                     | 01:33 |
| 2.           | Speak of the Devil                       | 03:24 |
| 3.           | The Danger in Starting a Fire            | 03:03 |
| 4.           | The Plot to Bomb the Panhandle           | 04:04 |
| 5.           | Monument                                 | 03:48 |
| 6.           | The Price We Pay                         | 02:43 |
| 7.           | Colder Than My Heart, If You Can Imagine | 04:03 |
| 8.           | Show ’Em the Ropes                       | 03:23 |
| 9.           | A Shot in the Dark                       | 03:52 |
| 10.          | Here’s to the Past                       | 03:59 |
| 11.          | I Heard It’s the Softest Thing Ever      | 04:06 |
| 12.          | Start the Shooting                       | 04:44 |
| Gesamtlänge: | Gesamtlänge:                             | 42:42 |

| Nr.          | Titel                                                                                                  | Autor(en)                   | Länge |
| ------------ | --- | --------------------------- | ----- |
| 13.          | Heartless (Neuaufnahme (Original auf And Their Name Was Treason)                                       |                             | 03:00 |
| 14.          | You Should’ve Killed Me When You Had the Chance (Neuaufnahme (Original auf And Their Name Was Treason) |                             | 03:40 |
| 15.          | Since U Been Gone (Coverversion von Kelly Clarkson)                                                    | Max Martin, Lukasz Gottwald | 03:18 |
| 16.          | Why Walk on Water When We’ve Got Boats                                                                 |                             | 01:54 |
| Gesamtlänge: | Gesamtlänge:                                                                                           | Gesamtlänge:                | 53:23 |

| Nr. | Titel                                                              | Länge |
| --- | ------------------------------------------------------------------ | ----- |
| 1.  | Fast Forward to 2012 (Live-Performance)                            | 02:27 |
| 2.  | Heartless (Live-Performance)                                       | 02:54 |
| 3.  | A Shot in the Dark (Live-Performance)                              | 04:11 |
| 4.  | 1958 (Live-Performance)                                            | 04:15 |
| 5.  | Why Walk on Water When We’ve Got Boats (Live-Performance)          | 02:00 |
| 6.  | Since U Been Gone (Live-Performance)                               | 03:06 |
| 7.  | Monument (Live-Performance)                                        | 03:48 |
| 8.  | The Danger in Starting a Fire (Live-Performance)                   | 02:57 |
| 9.  | You Should’ve Killed Me When You Had the Chance (Live-Performance) | 03:45 |
| 10. | The Plot to Bomb the Panhandle (Live-Performance)                  | 04:28 |
| 11. | The Danger in Starting a Fire (Musikvideo)                         | 03:04 |
| 12. | The Plot to Bomb the Panhandle (Musikvideo)                        | 04:09 |
| 13. | Behind the Scenes (Feature)                                        | 20:02 |

## Rezeption
Die Erstauflage des Album erreichte Platz 17 der Heatseekers Charts, während die Neuauflage mit Platz 43 seine Höchstposition in den Independent-Albumcharts des US-amerikanischen Musikmagazins Billboard holte. Das Album wurde als allgemeine Verbesserung im Vergleich zum Vorgänger And Their Name Was Treason betrachtet, wobei McKinnons Gesang die größte Entwicklung gemacht habe. Corey Apar von Allmusic beschrieb den Albumopener Fast Forward to 2012 als einen würdigen Start in das Album. Das Lied zeige den sprunghaften Charakter der Gruppe auf. In einem Moment hört man deutliche Einflüsse des Melodic Hardcore heraus nur um kurz darauf auf Death-Knurren und Sludge-Riffs überrascht zu werden. Für PopMatters schrieb Andrew Blackie über das Album. Er beschrieb die Musik als eine Mischung aus „Death-Metal-artigen Grunzen und dreisten Melodien des Pop-Punk.“
In der deutschsprachigen Fachpresse wurde das Album unter anderem bei Powermetal.de, Metal.de und auf Plattentests.de besprochen. Oliver Schneider beschrieb die Musik als eine Mischung aus Pop-Punk mit ein wenig Melodic Death Metal, Metalcore und Hardcore Punk, welcher ab und zu auf den Fersen von Hatebreed sei. Nightstalker von Metal.de verglich die Musik auf For Those Who Have Heart mit den früheren Veröffentlichungen der Briten Funeral for a Friend. Christoph Schwarze von Plattentests.de zeigte sich vom Zweitling der Amerikaner weniger begeistert und bemängelte, dass die Musiker mit wenigen Ausnahmen nach Schema F arbeiten, sodass die meisten Lieder auf dem Album schnell in Vergessenheit geraten.

## Referenzen